# Samlade krafter
Samlade krafter är ett samlingsalbum av blandade artister med anknytning till proggrörelsen, utgivet på skivbolaget Avanti 1978. Skivan utgavs på LP med skivnummer AVLP 05.
På skivan medverkar Mikael Wiehe, Herr T och hans spelmän, Elektriska linden, Pierre Ström, Kenneth Kvist, Björn Afzelius och Göteborgs visgrupp. Afzelius medverkar bland annat med en tolkning av Nationalteaterns "Barn av vår tid".

## Låtlista
Sida A
1. Mikael Wiehe & Kabareorkestern – "Kärlek, ömhet och disciplin" – 4:11 (Wiehe)
2. Mikael Wiehe & Kabareorkestern – "Högt till tak" – 3:46 (C. Lundvall)
3. Herr T och hans spelmän – "Smeden" – 3:59 (musik: Torgny Björk, text: Gustaf Fröding)
4. Elektriska linden – "Ugglan far i natten" – 4:16 (Mats Hellqvist, Mikael Katzeff, Mats Rendahl)
5. Pierre Ström & Kenneth Kvist – "Ungkommunisternas sång" – 2:00 (musik: Isaak Dunajevskij, text: V. Malmsten)

Sida B
1. Björn Afzelius – "Barn av vår tid" – 5:55 (Nationalteatern)
2. Björn Afzelius – "Nattlig visit" – 3:54 (Afzelius)
3. Göteborgs visgrupp – "Solen bränner utan nåd" – 4:54 (musik: Violeta Parra, text: Britt Ling)
4. Göteborgs visgrupp – "En lantarbetares begravning" – 2:59 (musik: Chico, text: A. Lundgren)
5. Pierre Ström & Kenneth Kvist – "Sången om folkmakt" – 3:04 (musik: Luis Advis, Julio Rojas, text: Ström & Kvist

### Fotnoter
1. ↑  ”Samlade krafter”. Progg.se. Arkiverad från originalet den 25 augusti 2010. https://web.archive.org/web/20100825195241/http://www.progg.se/band.asp?ID=77&skiva=733. Läst 28 januari 2013.
2. ↑  ”Samlade krafter”. Svensk mediedatabas. http://smdb.kb.se/catalog/search?q=Samlade+krafter+typ%3Afonogram&x=0&y=0. Läst 28 januari 2013.